# Хонејкер (Вирџинија)
Хонејкер (енгл. Honaker) град је у америчкој савезној држави Вирџинија. По попису становништва из 2010. у њему је живело 1.449 становника.

## Демографија
Према попису становништва из 2010. у граду је живело 1.449 становника, што је 504 (53,3%) становника више него 2000. године.
| Група             | 2000.       | 2010.         |
| Белци             | 931 (98,5%) | 1.432 (98,8%) |
| Афроамериканци    | 3 (0,3%)    | 3 (0,2%)      |
| Азијати           | 0 (0,0%)    | 0 (0,0%)      |
| Хиспаноамериканци | 10 (1,1%)   | 5 (0,3%)      |
| Укупно            | 945         | 1.449         |